# Remparts de Mont-de-Marsan
Les remparts de Mont-de-Marsan sont les vestiges des anciennes fortifications de ville. Edifiés par phases successives à partir de la deuxième moitié du XIIe siècle, ils sont inscrits aux monuments historiques par arrêté du 21 novembre 1942.

## Présentation
C'est à Pierre de Marsan que l'on doit la fondation de Mont-de-Marsan, entre 1133 et 1141. Déclassant Roquefort, la ville devient le nouveau siège de la vicomté de Marsan. Centrée sur le château vicomtal, elle se protège derrière des murailles, percées de portes de ville, nommées en fonction de la direction vers laquelle elles s'ouvrent : portes de Roquefort, de Campet, de Saint-Sever, d'Aire et de Tartas. Chacune d'elles est flanquée d'une haute tour.
Les remparts, hauts d'environ dix mètres, sont construits en grand appareil en pierres coquillières provenant des carrières voisines d'Uchacq, matériau de construction de tous les anciens bâtiments de la ville.

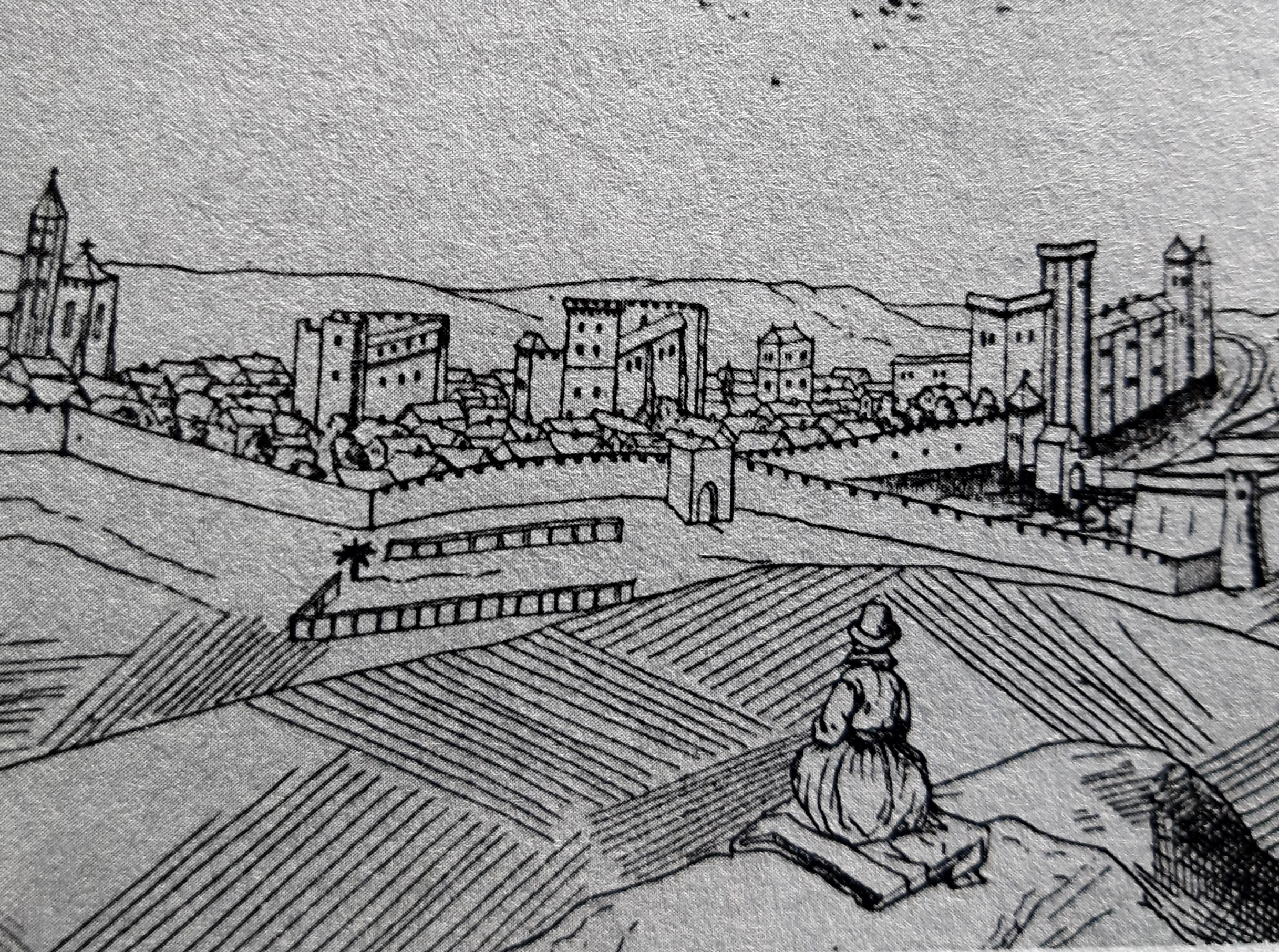
Illustration des remparts protégeant Mont-de-Marsan, d'après un plan établi par Joachim Duviert en 1612[n 4].
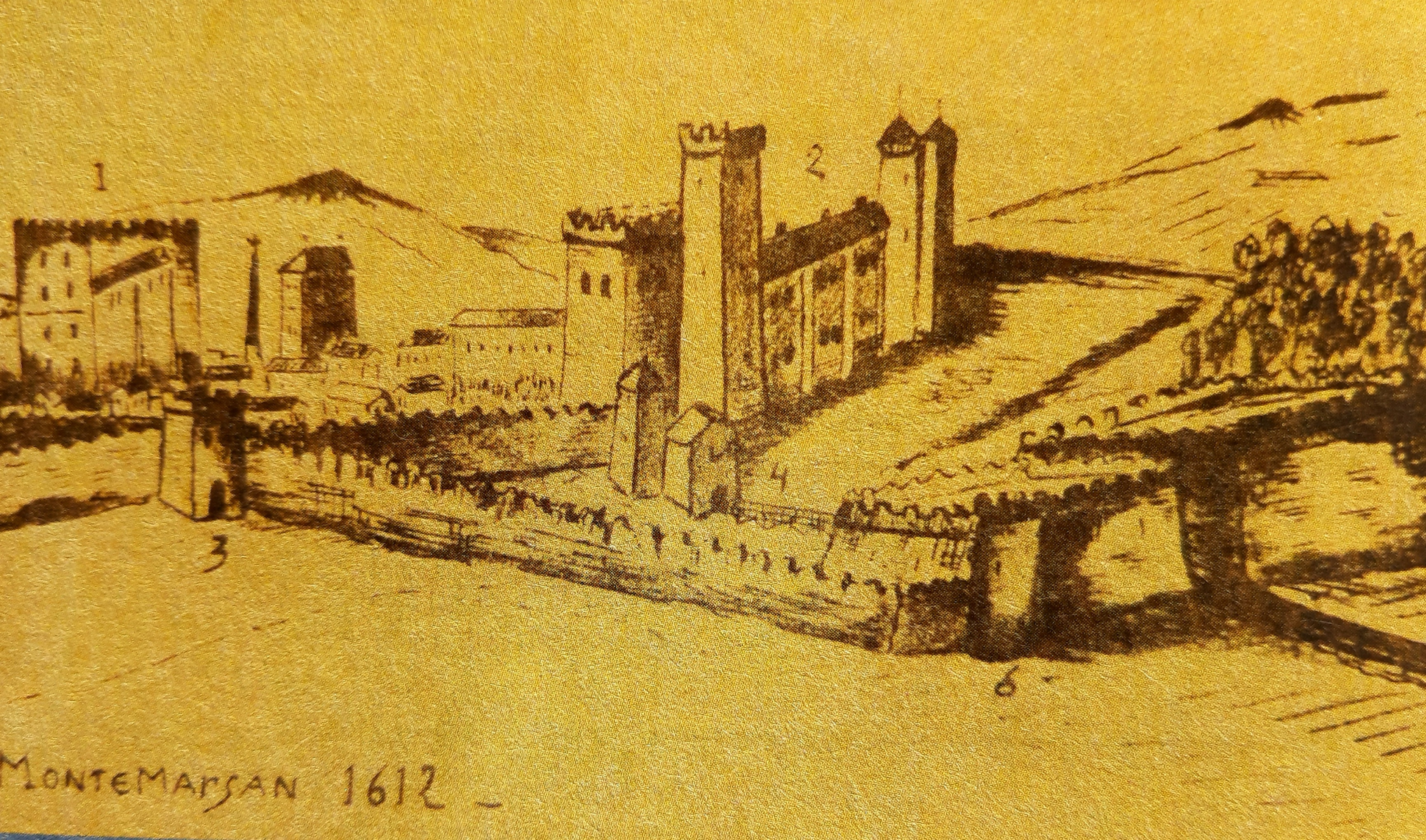
Plan réalisé en 1612. Légende : 1 : donjon Lacataye - 2 : Château de Nolibos - 3 : Porte d'Aire - 4 : Porte du Bourg-Neuf - 5 : Grande Tenaille - 6 : Bastion du Bourg.

### Enceinte du Bourg-Vieux
Le bourg castral fondé par Pierre de Marsan constitue le noyau originel de la ville, qui prend le nom de Bourg-Vieux lorsque la ville s'agrandit grâce à de nouveaux faubourgs, qui prendront les noms de Bourg-Neuf, Bourg de la Grande Fontaine etc. Le Bourg-Vieux est centré sur le château vicomtal, l'église paroissiale de la Madeleine et cerné par une enceinte, assurant la protection des populations et symbolisant la puissance du seigneur. De ce premier mur d'enceinte, il ne reste aucun vestige de nos jours.
En vertu d'une charte de franchises, Pierre de Marsan fait don d'une partie des droits de péage aux habitants pour qu'ils érigent et entretiennent les remparts. Cela implique qu'ils sont autorisés à administrer une partie des affaires de la cité, qu'ils ont des représentants choisis parmi eux pour s'adresser au seigneur, ce qui constitue un premier embryon d'organisation municipale.

### Enceinte du Bourg-Neuf
Les premières sources écrites de l'enceinte du Bourg-Neuf datent du dernier quart du XIIIe siècle. À l'ouest du Bourg-Vieux, entre le château vicomtal et la Douze, la juxtaposition de maisons fortes (donnant sur l'actuelle place Charles-de-Gaulle et la rue Dominique-de-Gourgues), y compris la maison commune, forme progressivement certaines sections du mur d'enceinte, du côté de la Douze. Une porte de ville primitive, dite « porte Deffenz », est le premier point de communication avec l'extérieur.

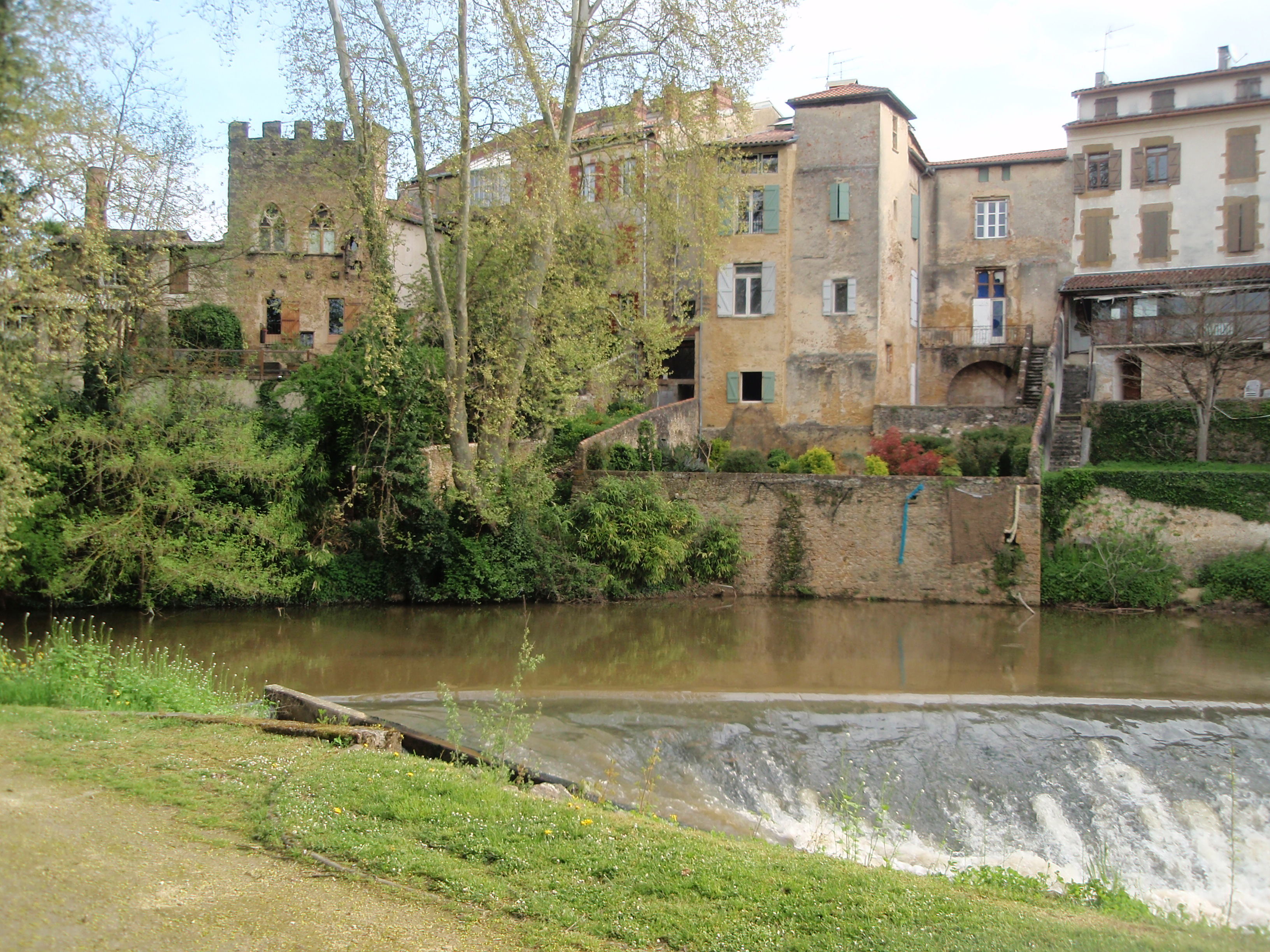
Vestiges du premier rempart formé par les maisons juxtaposées à l'arrière de la rue Dominique-de-Gourgues.
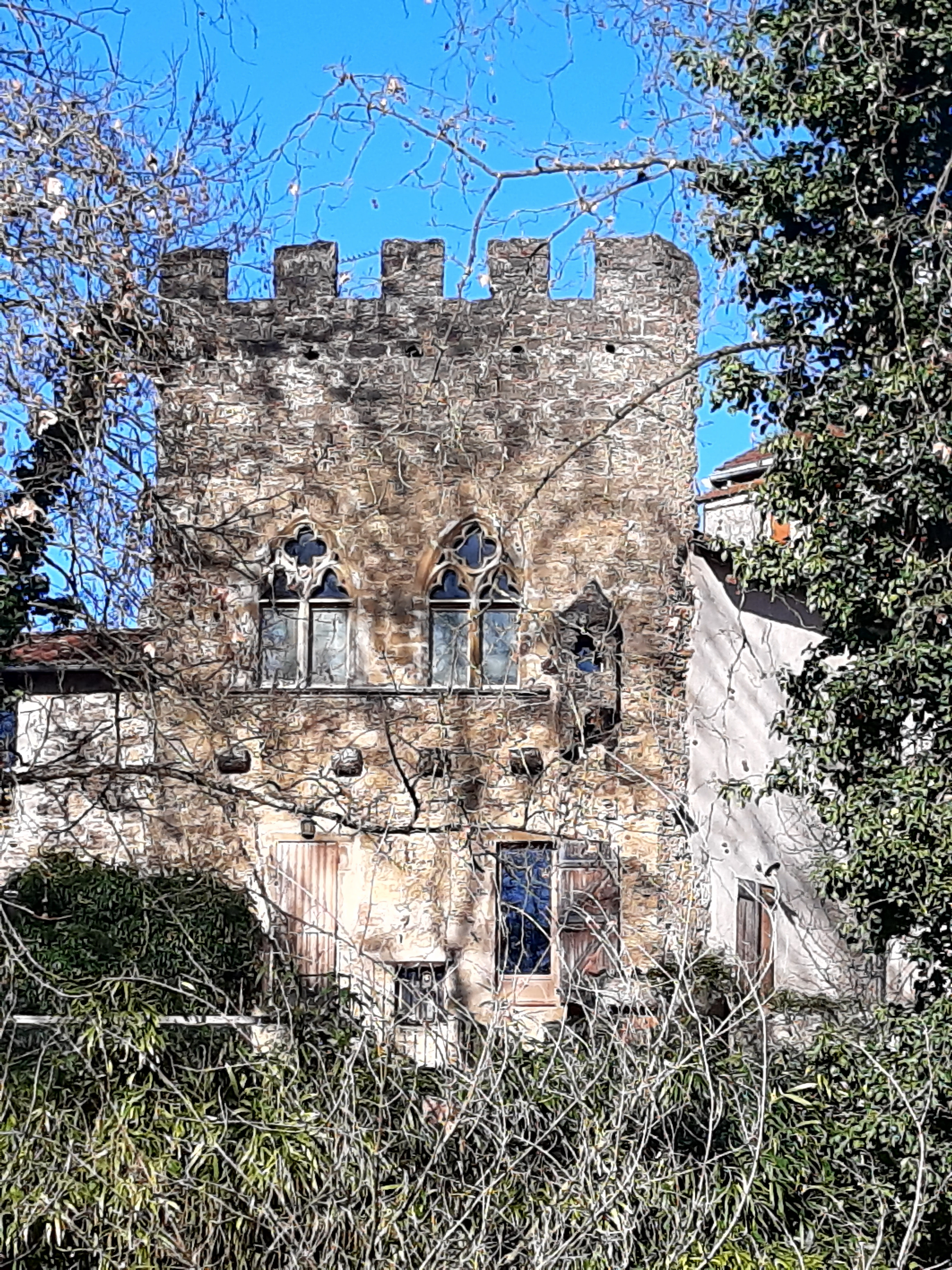
Maison crénelée, présentant deux baies géminées à remplages du XIVe siècle et latrines. L'origine de cette maison, réalisée en pierre coquillière, reste inconnue.

Le mur suit la rive gauche de la Douze jusqu'à la porte Campet. Surplombant le côté Est d'une ruelle dénommée « cale des bains », qui aboutissait à un des six établissements de bains de la ville au début du XIXe siècle, se dresse un mur constitutif de l'enceinte fortifiée. Certaines pierres sont rubéfiées en raison de la présence d'éléments en garluche, pierre ferrugineuses qui alimentait jadis la sidérurgie dans les Landes. Son extrémité sud-est est surmontée d'une échauguette.

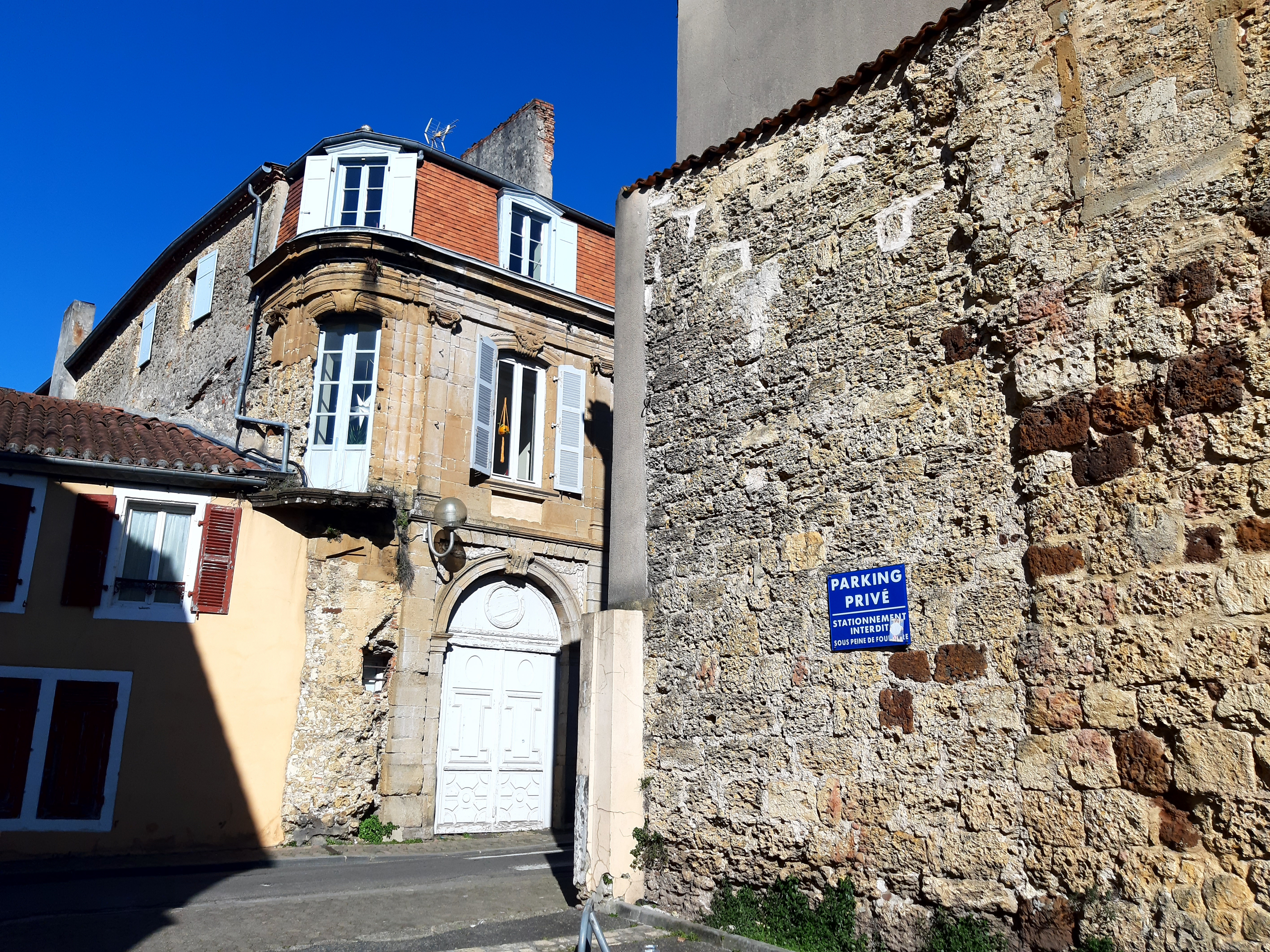
Section des remparts de la « cale des bains » au 29 rue Armand-Dulamon et maison Dupeyré, à hauteur de la plus ancienne des deux portes Campet.

Le mur tourne à angle droit vers l'est suivant le cours de la Douze jusqu'à la porte de Roquefort, englobant dans ses limites les maisons fortes de la rue Maubec. Les fortifications du faubourg de Pujorin incluent le donjon Lacataye. La construction du château de Nolibos défendant la porte de Roquefort entraîne un remaniement et une extension à l'Est desdites fortifications, de nos jours visibles depuis la promenade du 21 août 1944 (date de la libération de Mont-de-Marsan de l'occupation allemande). La maison hébergeant de nos jours le musée Dubalen et la maison de l'éclusier, ancien moulin fortifié du XVe siècle sur le Midou, complète le dispositif de défense du secteur et sont donc également inscrites au titre de l'arrêté du 21 novembre 1942.

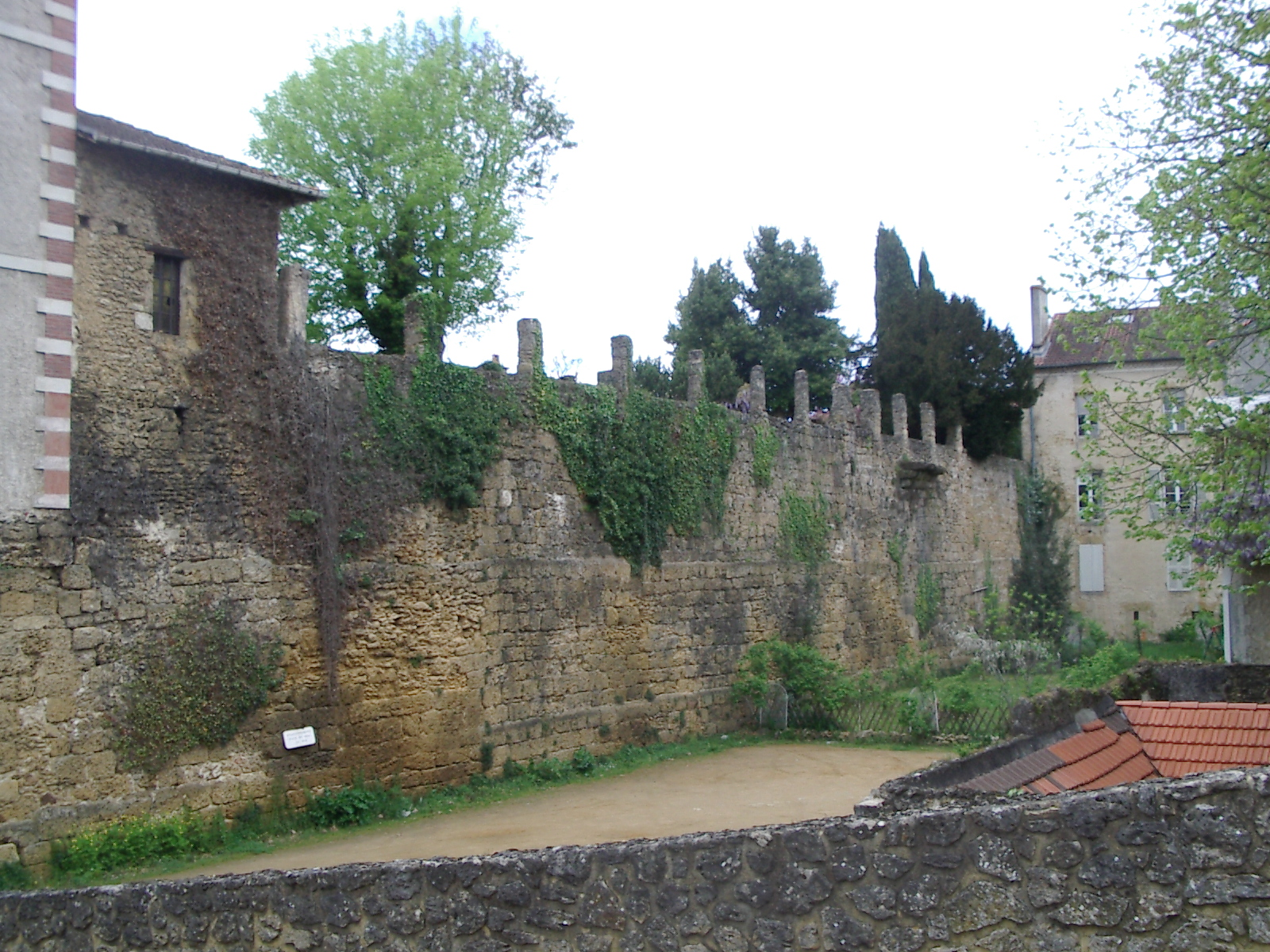
Section des remparts le long de la promenade du 21 août 1944.
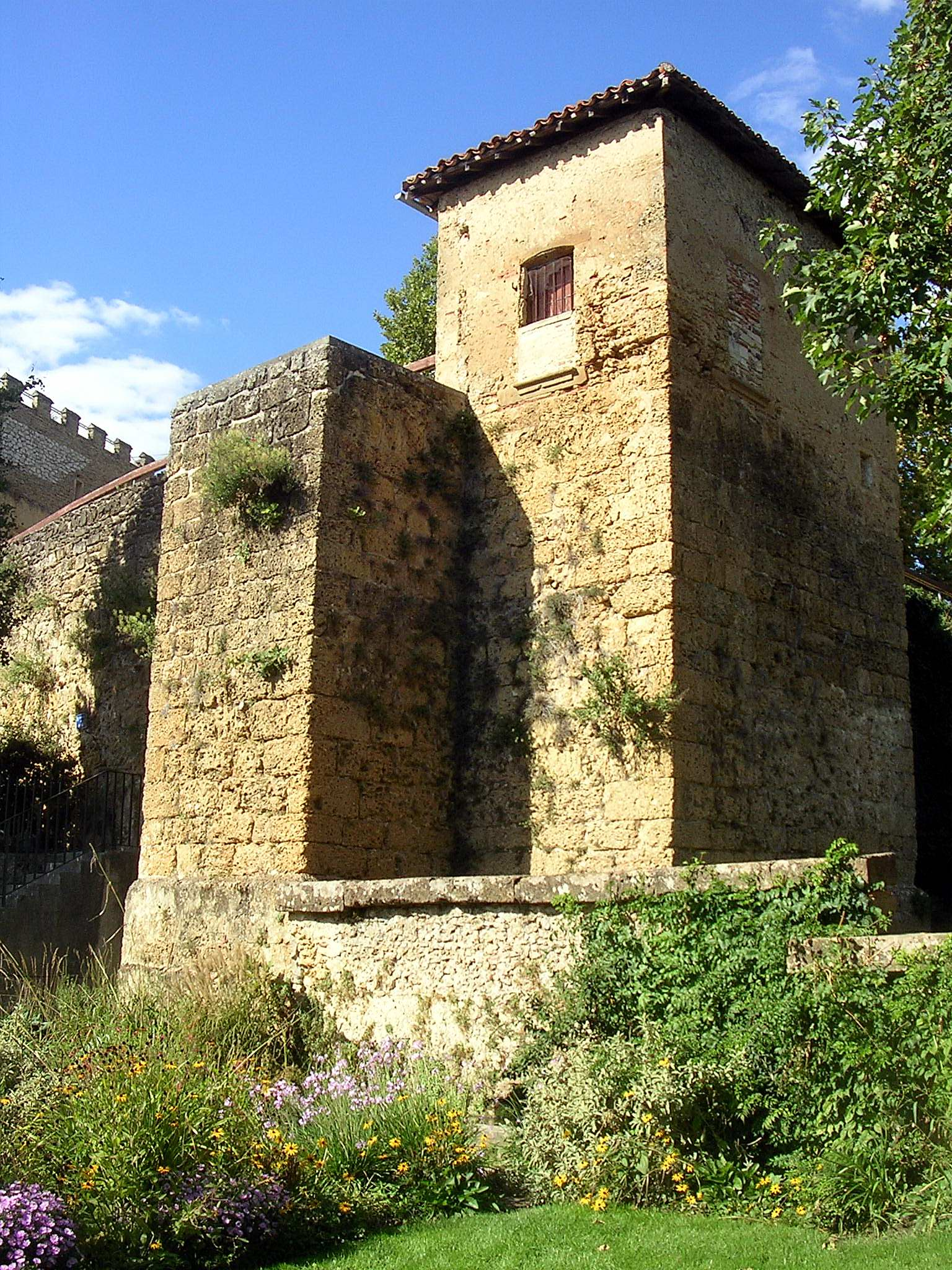
Tour constitutive des remparts.
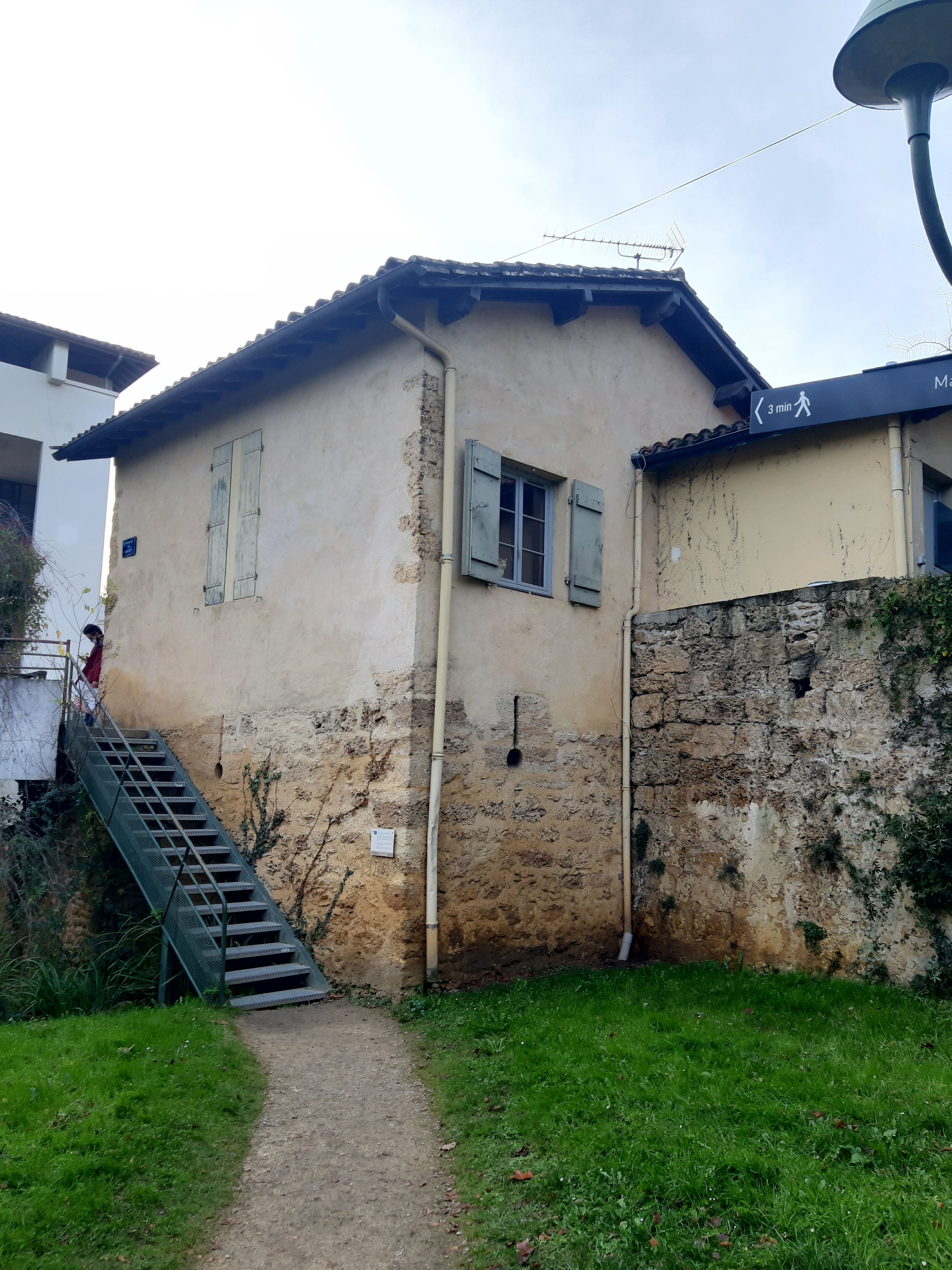
Maison de l'éclusier.
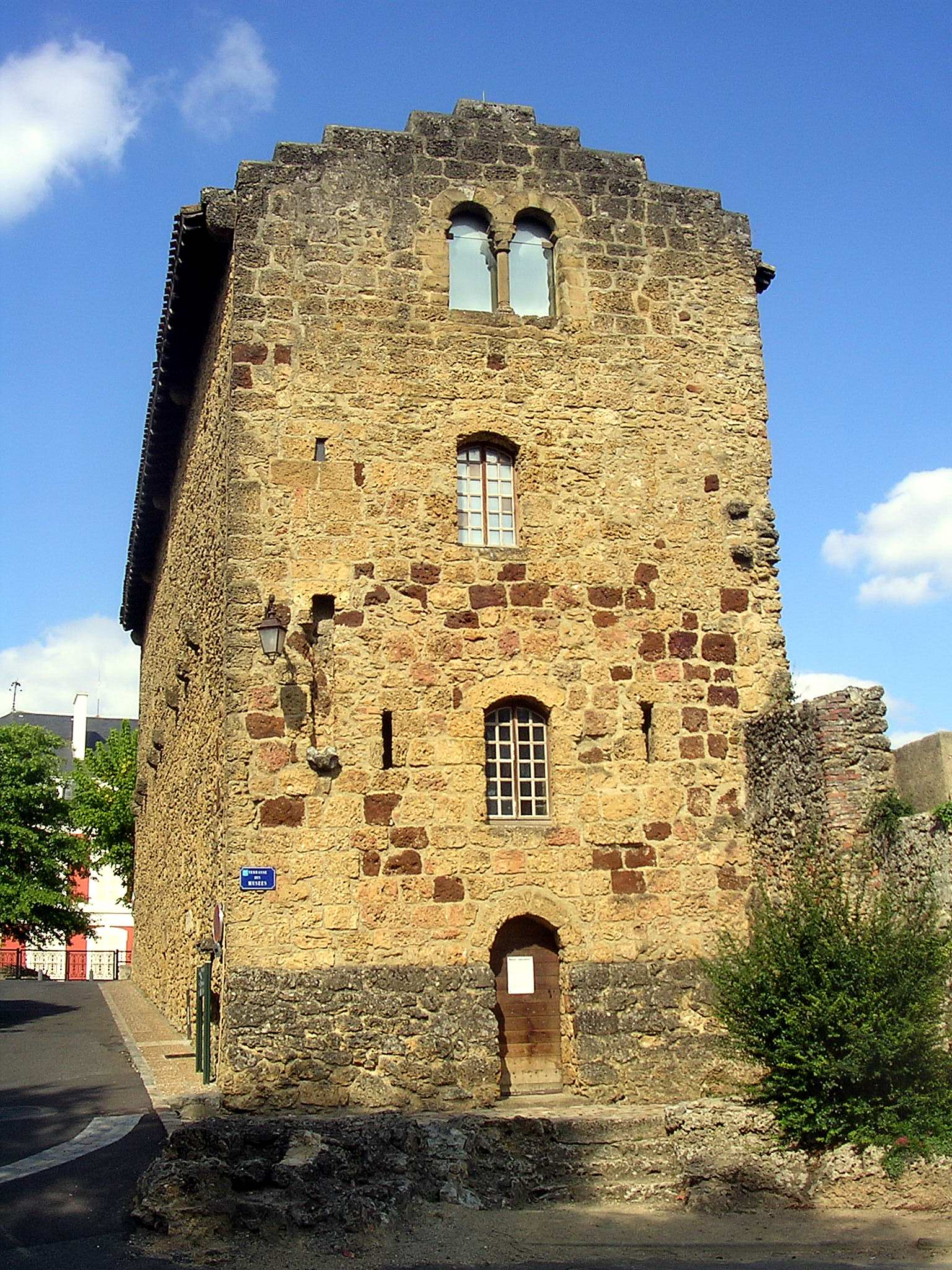
Maison hébergeant le musée Dubalen. La porte du rez-de-chaussée (ainsi que les fenêtres centrales) sont un ajout tardif (seules les baies géminées au dernier étage sont d'origine). Elle concourrait au système de défense de la ville (ainsi que celle qui se trouvait sur sa gauche).

### Enceinte du Bourg de la Grande  Fontaine
La construction d'une première enceinte du Bourg de la Grande Fontaine date vraisemblablement de la seconde moitié du XIIIe siècle, selon le tracé suivant : rue Cazaillas, rue Augustin Lesbazeilles, rue Frédéric-Bastiat, rue de la Gourotte, rue Henri-Thiébaud et cale de l'abreuvoir. La première porte de Saint-Sever se situe alors aux Quatre Cantons, carrefour entre les rues Lesbazeilles -de Bastiat. Cette enceinte a pour double fonction de protéger les habitants mais également le pont franchissant le Midou pour gagner le Bourg-Vieux.

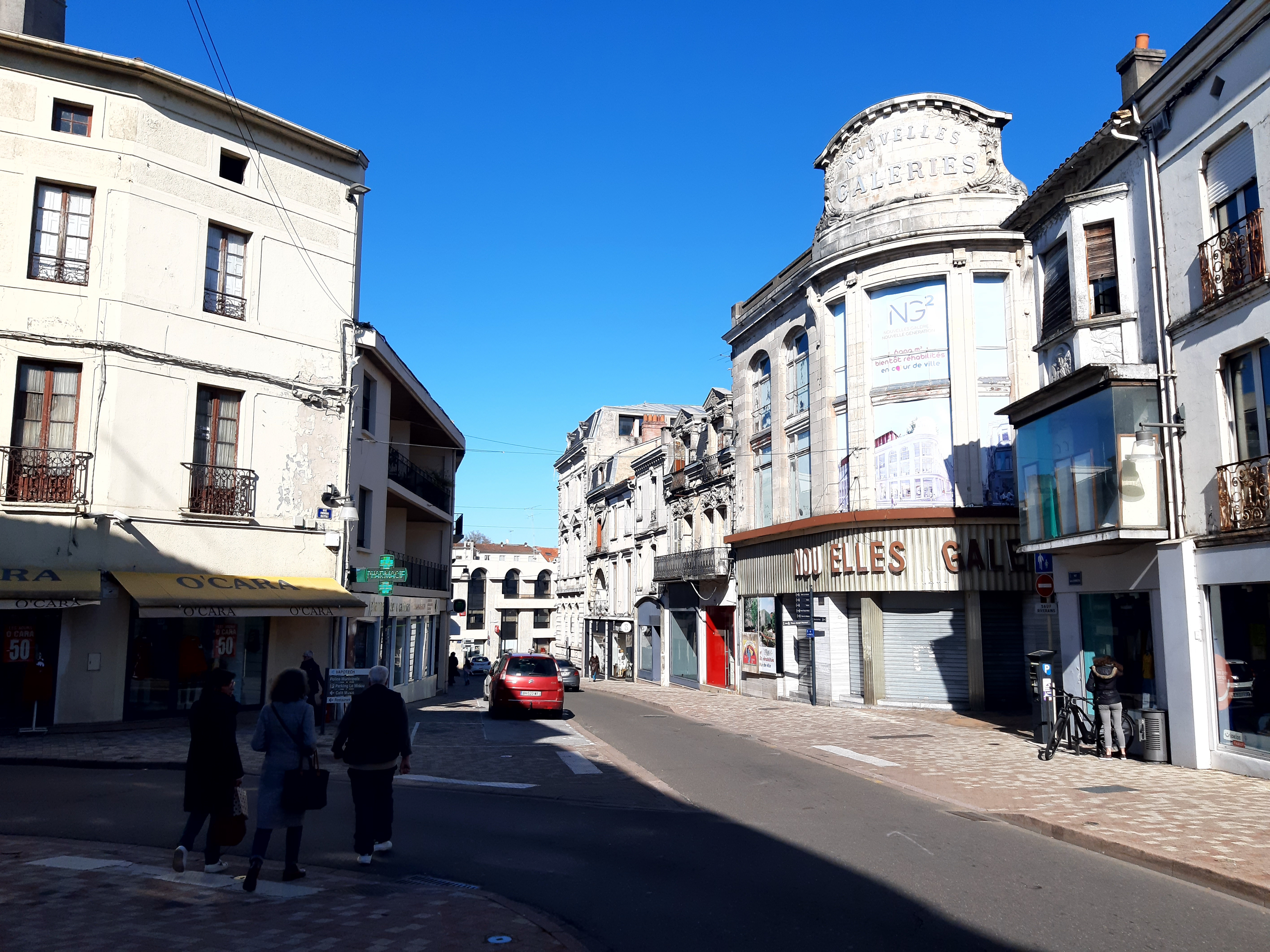
Quatre Cantons, emplacement de la première porte de Saint-Sever. L'entrée du couvent des Cordeliers se trouvait face à cette porte, à l'extérieur du premier rempart
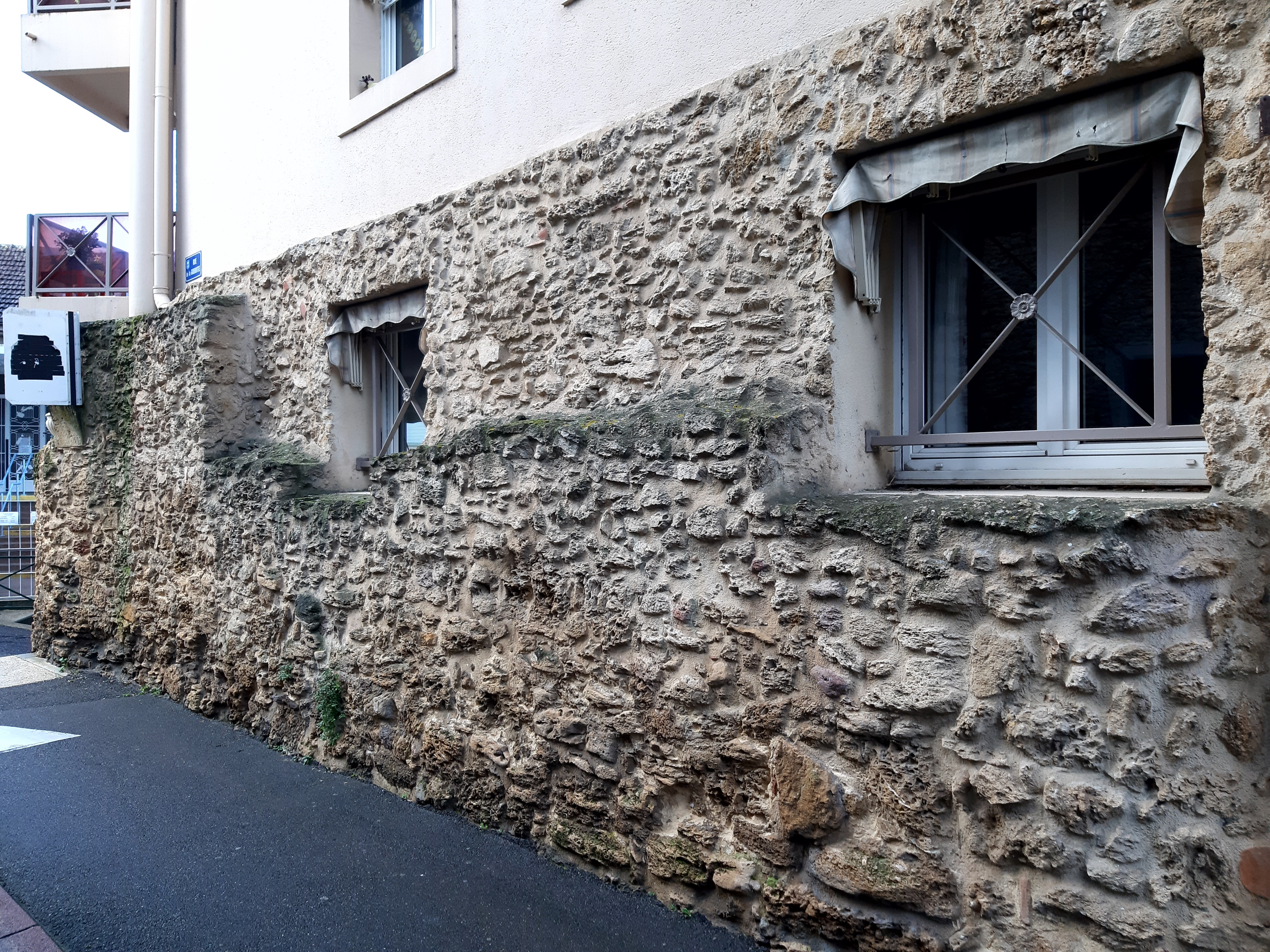
Vestige des remparts de la première enceinte du Bourg de la Grande Fontaine, rue de la Gourotte

Cette première enceinte devient insuffisante au regard de l'expansion du faubourg et une deuxième enceinte du Bourg de la Grande Fontaine est réalisée entre la fin du XIVe siècle et le début du XVe siècle. Son parcours suit approximativement la rue des Jardins, la rue Saint-Vincent-de-Paul, la rue nord de la place Saint-Roch jusqu'à la place Joseph Pancaut qu'elle longe par le flanc Est jusqu'à la Midouze. La pierre coquillière servant à son édification provient de la carrière de ultérieurement réaménagée en place Saint-Roch.

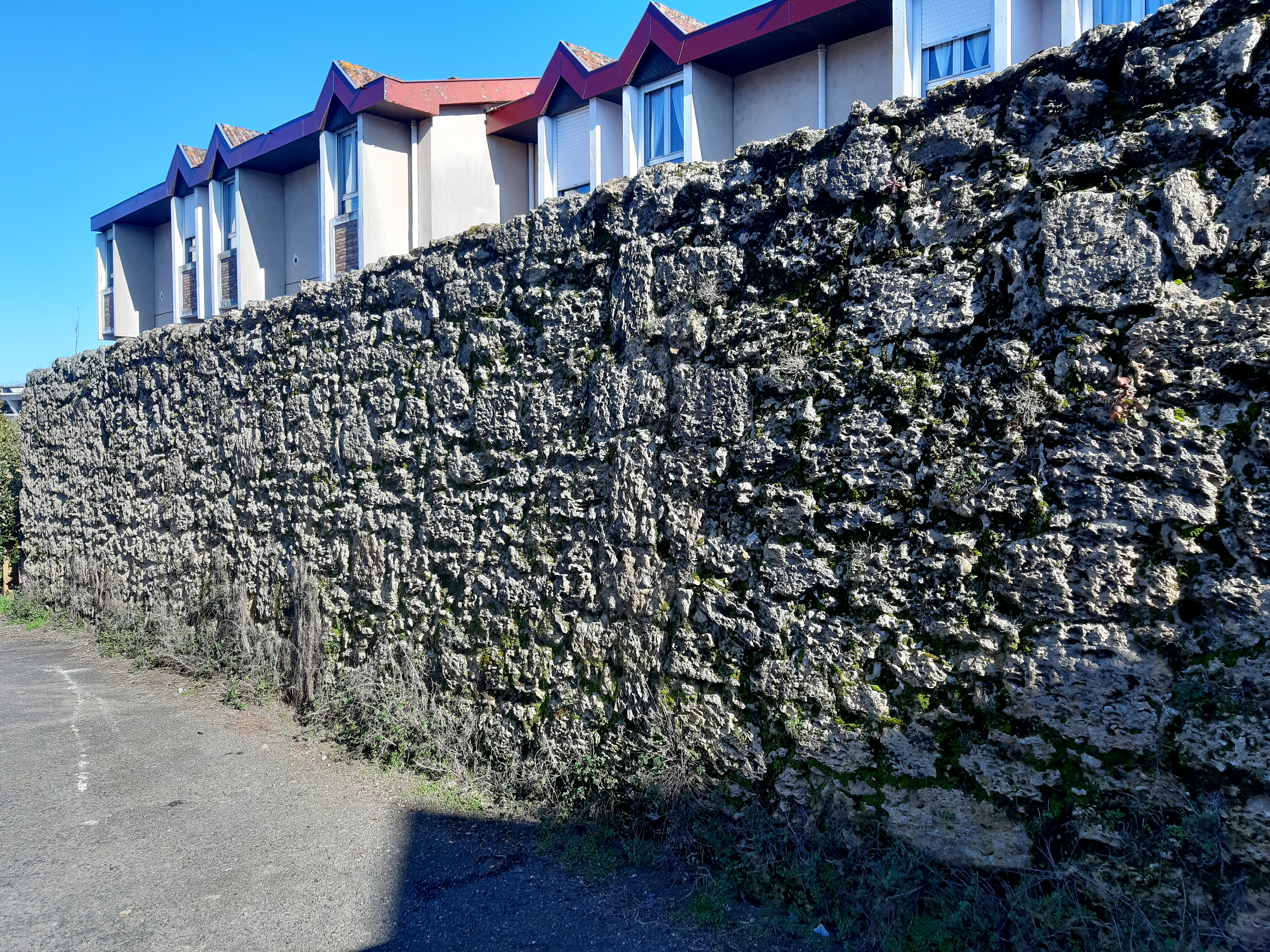
Vestige des remparts de la deuxième enceinte du Bourg de la Grande Fontaine, rue des Jardins, longeant l'hôpital Lesbazeilles
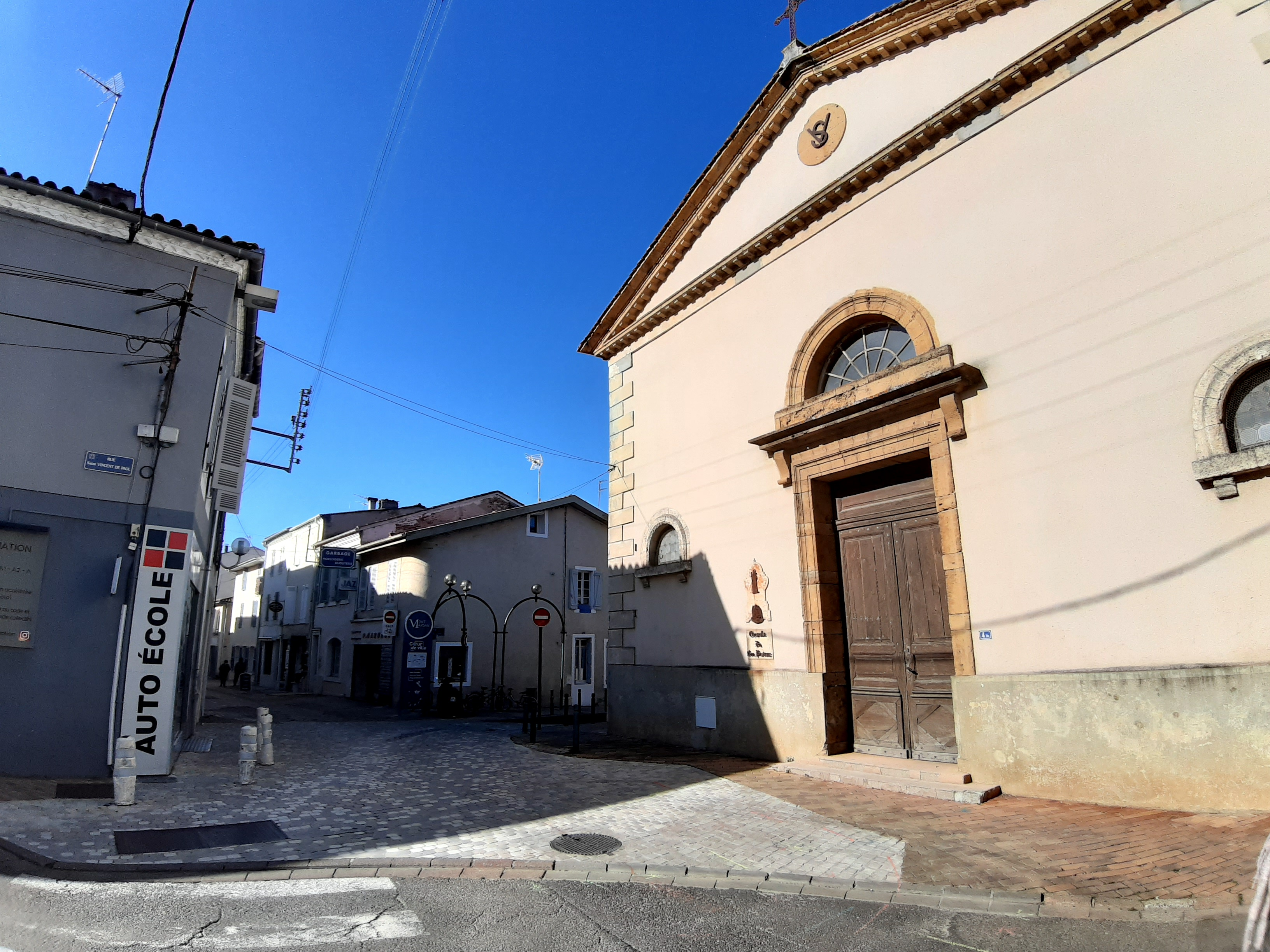
Premier emplacement de l'ancienne porte d'Aire, au carrefour des rues des Jardins, Augustin Lesbazeilles et Saint-Vincent de Paul, à hauteur de la chapelle du Bon-Pasteur de l'hôpital Lesbazeilles. La porte d'Aire est transférée à l'extrémité est de l'actuelle rue Augustin Lesbazeilles après la construction de l'hospice de Mont-de-Marsan après 1702.
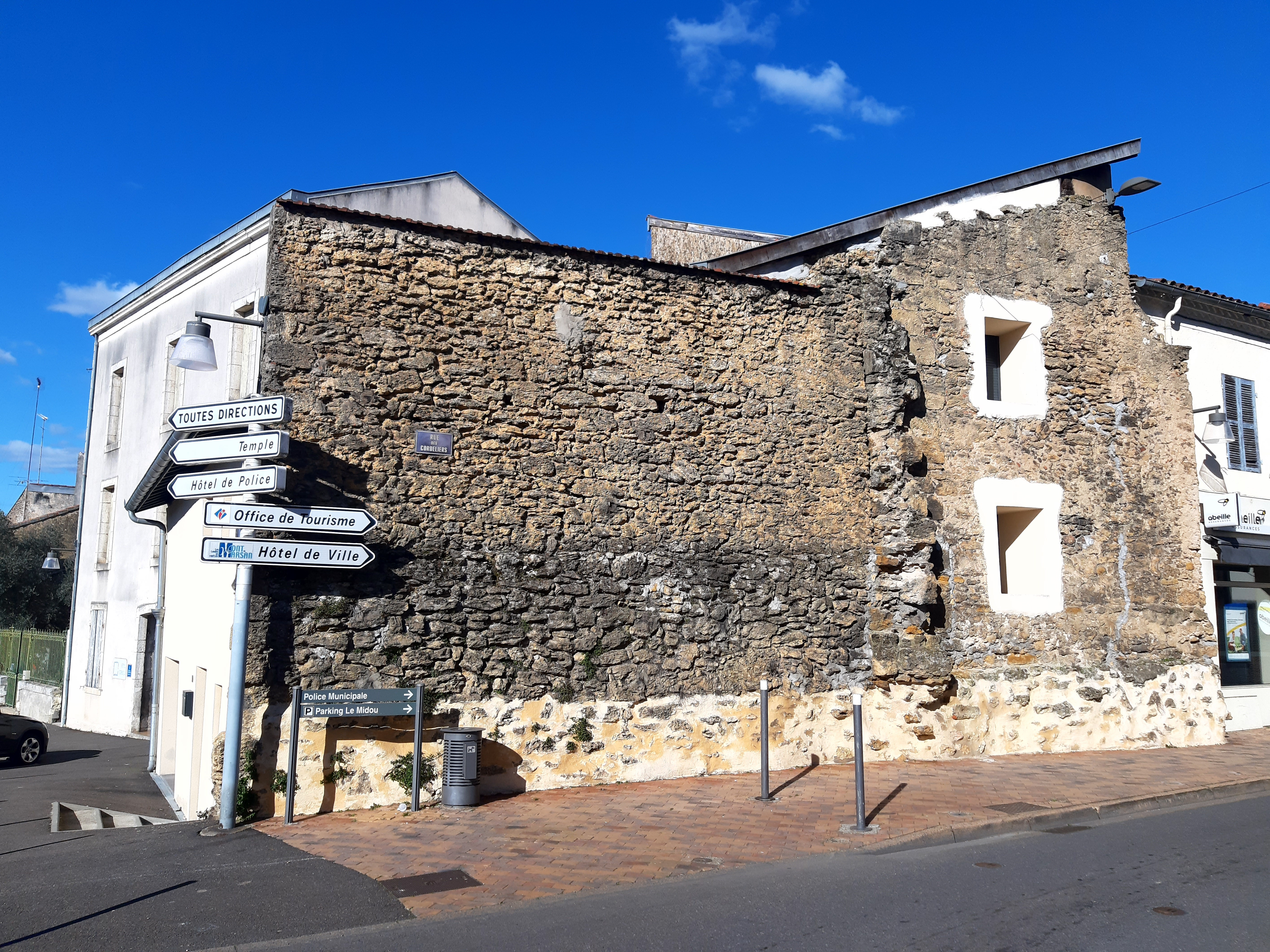
Vestige des remparts de la deuxième enceinte du Bourg de la Grande Fontaine, rue des Cordeliers, à l'angle de la place Joseph-Pancaut

### Fortification du Bourg-Neuf (Tenailles)
A l'est de la promenade du 21 août 1944 se dressent les vestiges des fortifications de la « Grande Tenaille », édifiée entre 1585 et 1590 au-delà du fossé qui longeaient la première enceinte. Cette construction est décidée par Henri III de Navarre (le futur roi Henri IV de France). Ce système défensif de tenaille se composait d'un double bastion entouré de fossés. Il existait une « Petite Tenaille » au nord de la rue Victor-Hugo.

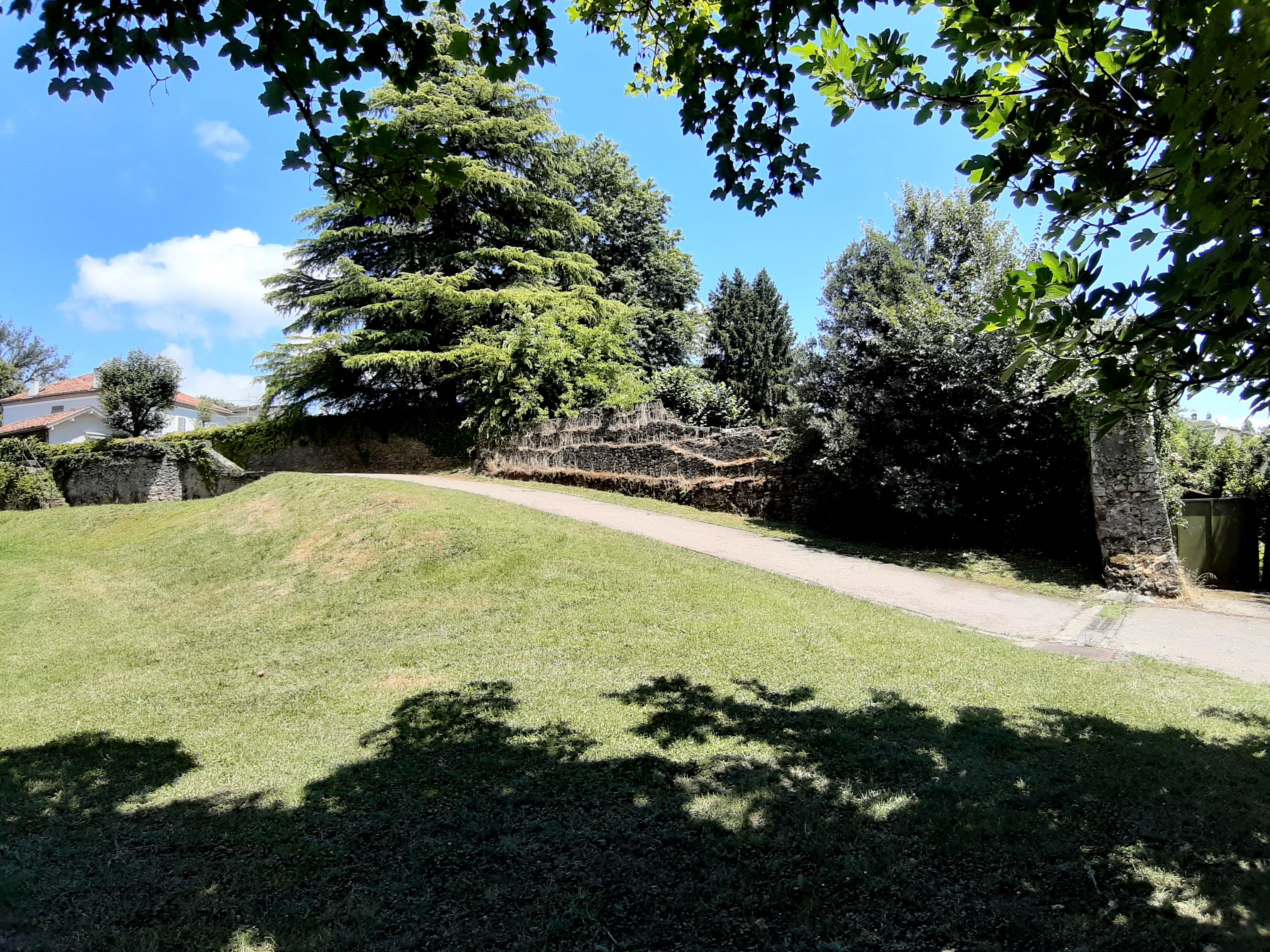
Vestiges des fortifications de la « Grande Tenaille »

### Enceinte du port
Au XVIe siècle, l'activité du port de Mont-de-Marsan ne cesse de prendre de l'ampleur et un véritable quartier portuaire naît sur la rive gauche de la Midouze, au sud du Bourg-Vieux et à l'ouest du Bourg de la Grande Fontaine, entouré de sa propre enceinte fortifiée.

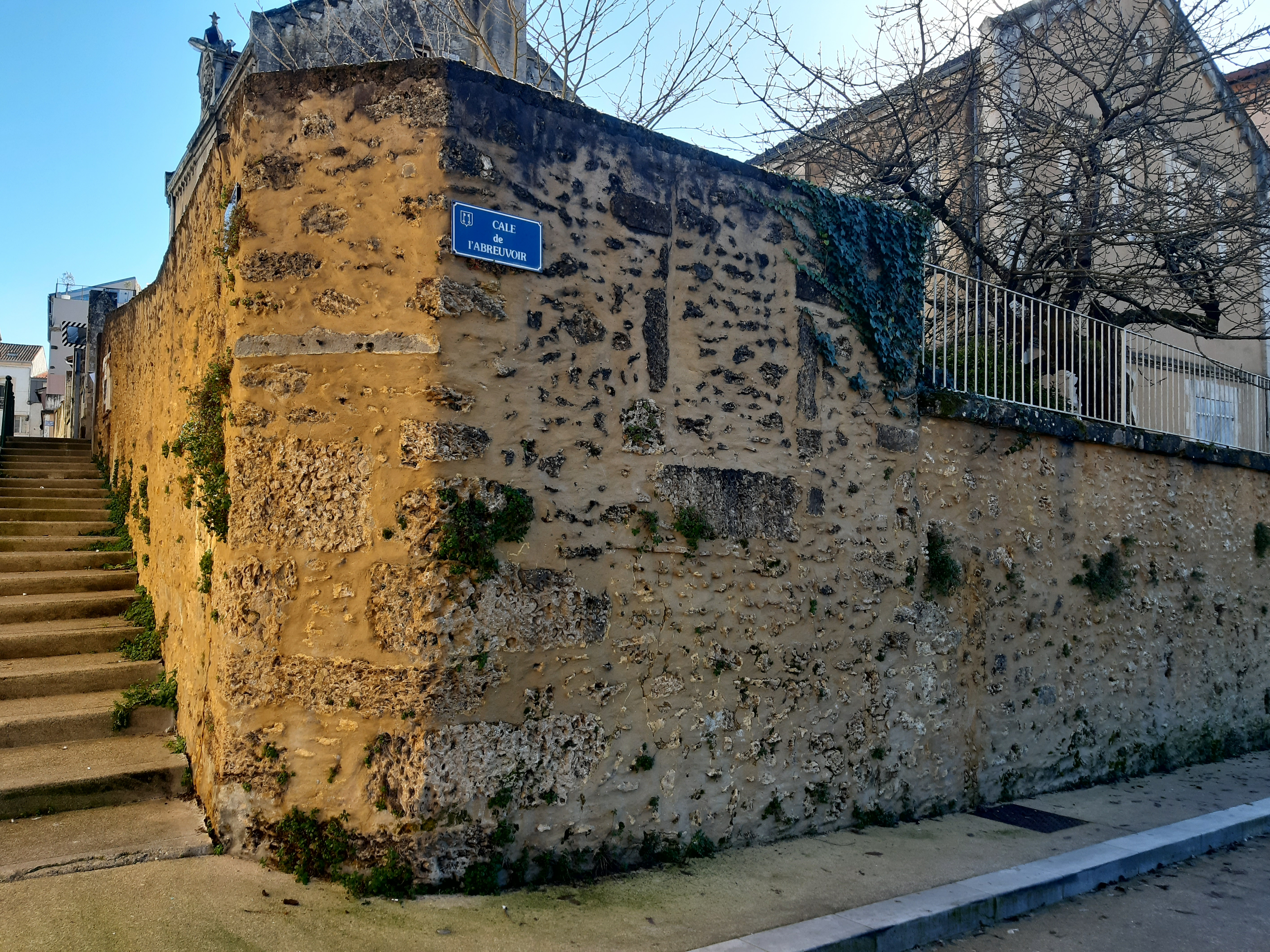
Vestige du rempart à l'angle de la rue Henri Thiébaud et la cale de l'abreuvoir. Le panneau est orné du blason de Mont-de-Marsan.

### Destruction
Au XVIIIe siècle, on commence à concevoir la ville comme un cadre agréable et sain. La Mont-de-Marsan va ainsi perdre ses châteaux, ses tours, ses remparts et ses portes médiévales devenues étroites. Après la destruction du château de Nolibos et des Tenailles ordonnée en 1627 par le roi Louis XIII, la ville détruit ses remparts à la demande des habitants en 1726. En 1746, on abat encore une tour. En 1777, l'autorisation est donnée de démolir les portes de la ville, qui représentent une gêne à la circulation.
La ville ainsi aérée amorce sa modernisation : on crée des places, des artères larges et plantées d'arbres, des promenades agrémentées de verdure. Le site de l'ancien château de Nolibos est occupé par la promenade publique Montrevel plantée d'ormeaux. Les montois y célèbrent le 14 juillet 1790 la fête de la Fédération et sous la Restauration, les élégantes s'y donnent rendez-vous.
Il ne reste plus de l'époque médiévale que quelques vestiges : des sections des anciens remparts, les maisons romanes de Mont-de-Marsan et le donjon Lacataye.